# Giovanni Pasquale
Giovanni Pasquale (* 5. Januar 1982 in Venaria Reale, TO) ist ein italienischer ehemaliger Fußballspieler, der linker Außenverteidiger spielte.

## Verein
Pasquales Karriere begann bei Inter Mailand. In seiner Zeit bei Inter gewann er 2004/05 die Coppa Italia. 2004 und 2005 wurde Pasquale an Siena beziehungsweise Parma ausgeliehen. 2006 wechselte er dann für eine Ablöse von 800.000 Euro zur AS Livorno, bei welcher er zur Stammformation gehörte. Inter Mailand besaß weiterhin ein Miteigentumsrecht.
Zur Saison 2008/09 wechselte Giovanni Pasquale für 2,5 Millionen Euro zu Udinese Calcio.
In seinem 156. Serie-A-Spiel am 1. März 2009 im Heimspiel gegen die US Lecce erzielte er seinen ersten Treffer. Der Außenverteidiger wurde in der 86. Minute für Alexis Sánchez eingewechselt und markierte vier Minuten später mit dem Tor zum 2:0 den Schlusspunkt in jener Partie. Er spielte, bis auf eine Leihe 2013/14 zum FC Turin, bis 2016 für Udinese.
Im Sommer 2016 beendete Pasquale zunächst seine Karriere. Im Spieljahr 2017/2018 war er jedoch noch für den unterklassigen Verein ASD Venaria Reale aus seinem Geburtsort Venaria Reale aktiv.

## Nationalmannschaft
Pasquale spiele fünfmal für die italienische U-21-Nationalmannschaft.